# Larsenita
La larsenita és un mineral de la classe dels silicats. Va ser descoberta l'any 1928 a la Mina Franklin, Sussex Co., Nova Jersey, Estats Units i va ser anomenada per Charles Palache, Lawson Henry Bauer, i Harry Berman en honor d'Esper Signius Larsen, Jr. (1879-1961), petrologista i professor de geologia a la Universitat Harvard, Cambridge.

## Característiques
La larsenita és un silicat de fórmula química PbZnSiO₄. Cristal·litza en el sistema ortoròmbic. És incolora o blanca. La seva duresa a l'escala de Mohs és 3.
Segons la classificació de Nickel-Strunz, la larsenita pertany a «9.AB - Nesosilicats sense anions addicionals; cations en [4] i major coordinació» juntament amb els següents minerals: esperita, rondorfita i trimerita.

## Formació i jaciments
La larsenita és un mineral secundari molt rar que es forma en filons que tallen i substitueixen menes massives i gruixudes de wil·lemita-franklinita en dipòsits de zinc metamòrfics estratiformes.
Existeixen jaciments de larsenita a Uentrop, Rin del Nord-Westfàlia, Alemanya; Puttapa, Austràlia del Sud, Austràlia; La Blanca, Zacatecas, Mèxic; Tsumeb, Oshikoto, Namíbia; i Franklin, Nova Jersey, Estats Units.
Sol trobar-se associada a altres mineral com: wil·lemita, clinohedrita, esperita, hardystonita, hodgkinsonita, andradita, calcita, smithsonita, zincita, franklinita, roeblingita, queitita i alamosita.